# Лисенко Федір Іванович
Федір Іванович Лисенко (* ? — † 1751) — генеральний осавул (1728—1741), з 1741 року — генеральний суддя, член Правління гетьманського уряду.

## Біографія
У 1695—1697 роках брав участь у поході на Кизикермен. Близько 1700 року стає значним військовим товаришем Чернігівського полку (до 1710 року). У 1723—1728 роках — сотник березненський.
Разом з генеральним суддею Степаном Забілою і генеральним підскарбієм А. Мариновичем входив до складу Правління гетьманського уряду.

## Родина
Від першого шлюбу мав Івана, Якима, Федора, Трохима, Гафію, Настасію, Ганну, Тетяну, Марфу; від другого шлюбу з Євфросинією Опанасівною: Йосипа, Олександра, Степана, Уляну та Катерину.
Нащадками Федора Лисенка були український композитор Микола Віталійович Лисенко та Гетьман України Павло Скоропадський.

## Майно
Села Дягове, Кліщинці, Осмаки, лан курчинський, 5 сіножатей в селі Поромному, 4 шинки, винокурня в с.Олександрівка, пляц в м. Мена, двори в селах Куковичі, Бондарівці, Олександрівці, Данилівці, Осмаки, Блистові, м. Мена, 2 хутори, 10 дворів підданих в с. Красилівці, 60 дворів підданих в селі Галицьке.